# 埃德蒙·泰勒·惠特克
埃德蒙·泰勒·惠特克爵士（英語：Sir Edmund Taylor Whittaker，1873年10月24日—1956年3月24日）是一位英国数学家、物理学家和科学史家，知名于在应用数学上的贡献，1931年获西尔维斯特奖章，1935年获德摩根奖章，1954年获科普利獎章。